# Museispårvägen Malmö
Museispårvägen Malmö er en museumssporvej mellem Stadsbiblioteket og Banérskajen i Malmö, der trafikeres med sporvogne fra Malmö Stads Spårvägar (MSS). Den blev etableret i forbindelse med Malmö Lokaltrafiks 100 års jubilæum i 1987.
Indvielsen fandt sted 15. august 1987 og omfattede en enkeltsporet strækning fra Banérskajen ad Malmöhusvägen forbi Malmøhus til Bastion Carolus. Det første år blev linjen drevet af tidligere vognstyrere ansat ved Malmö Lokaltrafik. Til den fortsatte drift dannedes samme år Malmö stads spårvägar museiförening med repræsentanter for Tekniska museet, Malmö Energi AB, Gatukontoret, Malmö Lokaltrafik og Svenska Spårvägssällskapets (SSS) Malmöafdeling. Medlemmerne af sidstnævnte forening påtog sig at varetage den fortsatte trafik på frivillig basis. Nu om stunder består museumsforeningen af repræsentanter for Malmö Museer och SSS Malmöafdeling.
17. august 1991 blev strækningen forlænget mod vest ad Malmöhusvägen forbi Turbinen og ad Kung Oscars väg til Malmö stadsbibliotek. Derefter trafikeres linjen som Banérskajen – Stadsbiblioteket - Bastion Carolus og tilbage til Banérskajen. Der var planer om en udbygning i 1992 som ringlinje via Gustav Adolfs torg, men det er endnu ikke blevet til noget.
Fra starten i 1987 blev trafikken besørget af MSS 20, en toretningsvogn der oprindelig blev bygget af ASEA i Västerås i 1907. Vognen er i princippet restaureret i det udseende, det fik ved en ombygning i 1928 med blandt andet længere endeperroner. Visse detaljer er dog fra 1950'erne. MSS 20 var i regulær trafik frem til 1957.
Siden 1998 har MSS 100, en toretningsvogn med åbne endeperroner, også været i regulær trafik. Vognen er bygget af Kockums Mekaniska Verkstad i Malmö i 1906 og benyttedes af MSS som ranger-, redskabs- og slibevogn frem til 1973. Den er nu restaureret, så den ser ud omtrent som ved leveringen.